# Prodidomus palkai
Prodidomus palkai is een spinnensoort in de taxonomische indeling van de Prodidomidae.
Het dier behoort tot het geslacht Prodidomus. De wetenschappelijke naam van de soort werd voor het eerst geldig gepubliceerd in 1972 door Mordecai Cubitt Cooke.